# Британская военная медаль
Британская Военная Медаль (англ. British War Medal) — учреждена королём Георгом V 26 июля 1919 года. Служит наградой для военнослужащих, участвовавших в Первой мировой войне. Позже этой медалью награждались члены Британского экспедиционного корпуса в России.

## История
Британская Военная медаль выпущена в память о некоторых наиболее ужасных битвах в истории Первой мировой войны.
Медаль была разработана У. Макмилланом и отчеканена Королевским монетным двором Великобритании. Было выпущено примерно 6,5 миллионов медалей из серебра и 111 000 из бронзы. 427 993 медалями из серебра были награждены канадские военные, которые служили в Канадском экспедиционном корпусе.
Серебряная медаль вручалась солдатам и офицерам британской армии и флота, которые находились не менее 28 дней в месте боевых действий или на службе за рубежом с августа 1914 года по ноябрь 1918 года.
Медаль также выпускалась в серебре для членов экспедиционного корпуса, который был послан в Россию во время гражданской войны. Целью его отправки была защита Британского капитала в России. Корпус пробыл там до 1920 года.
Было изготовлено примерно 111 000 бронзовых медалей. Они были выпущены для китайских, мальтийских и других туземных членов корпуса, исполнявших вспомогательные функции.

## Описание внешнего вида
С передней стороны портрет короля Георга V с надписью по кругу на латинском языке «GEORGIVS V BRITT OMN REX ET IND IMP» (перевод: Георг V король Великобритании и Император Индии).
На реверсе: изображен Георгий на лошади, притесняя щит побежденного союза. Вверху — восходящее солнце, внизу череп и кости. По сторонам даты «1914» и «1918».
 лента шириной 1,25 дюйма — оранжевая с синими, черными и белыми полосками по краям. Большинство медалей имеют информацию о номере и имени награжденного. Имя награжденного нанесено на гурте медали и составляет в себе звание, имя, номер и тип подразделения.